# Wonder Boys
Wonder Boys è un film del 2000 diretto da Curtis Hanson e con protagonista Michael Douglas, tratto dall'omonimo romanzo di Michael Chabon. La sceneggiatura porta la firma di Steve Kloves, divenuto in seguito famoso per i suoi adattamenti della saga di Harry Potter.

## Trama
Grady Tripp è un celebrato scrittore di mezz'età, in gioventù vincitore appunto del prestigioso Premio PEN, oltreché docente di scrittura creativa in seno al dipartimento di Lettere inglesi d'un prestigioso college (mai nominato all'interno della narrazione), che lasciatosi da poco tempo dalla sua ultima moglie, Emily, conduce ora una relazione clandestina con Sara, la moglie del rettore Walter Gaskell. 
Da diverso tempo ormai, Grady langue alla ricerca d'un finale soddisfacente per il suo ultimo romanzo, per via di cui il suo bizzarro ed eccentrico redattore bisessuale Terry Crabtree lo tampina in qualunque maniera affinché concluda al più presto ed eviti ulteriori ritardi, cosa che pertanto lo induce ad annegare le proprie ansie e frustrazioni nel consumo di marijuana ed alcool. Grady segue inoltre due suoi allievi molto promettenti, Hannah Green e James Leer, quest'ultimo un ragazzo tanto dotato quanto particolare: si presenta infatti come un giovane silenzioso e dalle mille turbe e pensieri contorti, che pare millantare un'improbabile infanzia difficile trascorsa all'insegna di abusi e privazioni da parte della propria famiglia.
Durante una cena a casa dei Gaskell, Sara gli confessa d'essere rimasta incinta di lui e, sapendo quanto egli sia ancora legato all'idea di riconquistare Emily, lo pone ad un bivio sul se intraprendere seriamente una relazione oppure lasciarsi definitivamente. Durante la serata poi, James gli mostra di nascosto d'aver una pistola, apparentemente finta ma che alla fine si rivela reale, quando quest'ultimo, per difendere lo stesso Grady aggredito improvvisamente dal cane dei Gaskell, spara a bruciapelo all'animale uccidendolo; onde evitare che il giovane possa venir cacciato dall'istituto, o peggio denunciato, Grady e lo stesso James cercano di sbarazzarsi del cadavere del cane, nascondendolo nel bagagliaio dell'auto di Grady; nel mentre, James coglie l'occasione per rubare senza alcun motivo apparente una giacca appartenuta a Marilyn Monroe, cimelio di cui il preside va parecchio fiero. Notando poi il comportamento sempre più sconnesso del giovane, di cui teme una sua possibile aspirazione suicidaria, Grady decide di portarselo dietro.
Nel frattempo, il redattore di Grady parte da New York per raggiungerlo ed accertarsi che gli abbia finalmente terminato il libro, portandosi anche un vistoso travestito che ha incontrato durante il volo, di nome Antonia Sloviak. Dopo una serata trascorsa dunque a ciondolare tra vari locali in città, Terry ed un James semicosciente flirtano per poi trascorrere una serata intima in una delle sale di ricambio di Grady.
Stanco e frastornato da tutte queste traversie, Grady telefona a Walter Gaskell per confessargli di essere innamorato di Sara, ma Walter gli chiede invece della scomparsa del cane e della giacca di Marilyn Monroe. Perciò, sospettando proprio di James, Sara manda una pattuglia della polizia a prelevarlo affinché possano discuterne. La giacca tuttavia si trova nella macchina di Grady, che gli era stata frattanto rubata. Ritrovata la macchina, Grady si assopisce per qualche secondo, finché non giunge il ladro con la sua donna, Oola, una cameriera a cui ha l'uomo ha regalato la giacca di Marilyn. Grady cerca di riprendersi la macchina con l'aiuto di Terry, ma quest'ultimo nell'inseguimento va a sbattere contro un muro, facendo così volare via quasi tutte le pagine del manoscritto di Grady. Il ladro dà poi a Grady un passaggio fino all'università, al che lui decide di lasciare a Oola la giacca di Marilyn Monroe.
Grady riesce a convincere Walter a non sporgere denuncia contro James in cambio della pubblicazione presso la propria casa editrice del suo libro. Hannah si laurea e, anziché perseguire i propri interessi letterari in qualità d'autrice, sceglie di diventare bensì una redattrice, riuscendo già ad impiegarsi presso una rivista, mentre James si trasferisce a New York con Terry, che tra le altre cose aveva avuto modo di saggiare anche le sue doti letterarie, col quale inizia dunque una relazione. Grady riesce alfine a terminare il suo libro, utilizzando stavolta un computer anziché la sua consueta ed ormai logora macchina da scrivere, della quale nel corso del film non aveva mai voluto prendere in considerazione l'idea di disfarsene.

## Riconoscimenti
- 2001 - Premio Oscar
  - Miglior canzone (Things Have Changed) a Bob Dylan
  - Candidatura come Migliore sceneggiatura non originale a Steve Kloves
  - Candidatura come Miglior montaggio a Dede Allen
- 2001 - Golden Globe
  - Miglior canzone (Things Have Changed) a Bob Dylan
  - Candidatura come Miglior film drammatico
  - Candidatura come Miglior attore in un film drammatico a Michael Douglas
  - Candidatura come Migliore sceneggiatura a Steve Kloves
- 2001 - Premio BAFTA
  - Candidatura come Miglior attore protagonista a Michael Douglas
  - Candidatura come Migliore sceneggiatura non originale a Steve Kloves
- 2000 - Chicago Film Critics Association Award
  - Candidatura come Miglior film
  - Candidatura come Miglior attore protagonista a Michael Douglas
  - Candidatura come Migliore sceneggiatura a Steve Kloves
- 2001 - Grammy Award
  - Candidatura come Miglior canzone (Things Have Changed) a Bob Dylan
- 2000 - Las Vegas Film Critics Society Award
  - Migliore sceneggiatura non originale a Steve Kloves
  - Miglior canzone (Things Have Changed) a Bob Dylan
  - Candidatura come Miglior attore protagonista a Michael Douglas
  - Candidatura come Miglior attrice non protagonista a Frances McDormand
  - Candidatura come Miglior montaggio a Dede Allen
- 2000 - National Board of Review Award
  - Migliori dieci film
- 2000 - Satellite Award
  - Miglior attore in un film commedia o musicale a Michael Douglas
  - Candidatura come Miglior film commedia o musicale
  - Candidatura come Miglior canzone originale (Things Have Changed) a Bob Dylan
- 2000 - Boston Society of Film Critics Award
  - Miglior attrice non protagonista a Frances McDormand
  - Migliore sceneggiatura a Steve Kloves
- 2000 - Critics' Choice Movie Award
  - Miglior attrice non protagonista a Frances McDormand
  - Miglior sceneggiatura non originale a Steve Kloves
  - Candidatura come Miglior film
- 2001 - GLAAD Media Awards
  - Candidatura come Miglior film della grande distribuzione
- 2000 - Los Angeles Film Critics Association Award
  - Miglior attore protagonista a Michael Douglas
  - Miglior attrice non protagonista a Frances McDormand
  - Candidatura come Miglior film
  - Candidatura come Miglior sceneggiatura a Steve Kloves
- 2000 - Phoenix Film Critics Society Awards
  - Candidatura come Miglior film
  - Candidatura come Miglior regia a Curtis Hanson
  - Candidatura come Miglior attore protagonista a Michael Douglas
  - Candidatura come Miglior attore non protagonista a Tobey Maguire
  - Candidatura come Miglior attrice non protagonista a Frances McDormand
  - Candidatura come Miglior sceneggiatura non originale a Steve Kloves
  - Candidatura come Miglior canzone originale (Things Have Changed) a Bob Dylan
- 2001 - AFI Award
  - Film dell'anno
- 2001 - London Critics Circle Film Awards
  - Candidatura come Attore dell'anno a Michael Douglas
  - Candidatura come Sceneggiatore dell'anno a Steve Kloves
- 2001 - Southeastern Film Critics Association Award
  - Miglior attore protagonista a Michael Douglas
- 2000 - Teen Choice Awards
  - Candidatura come Miglior bugiardo a Tobey Maguire
- 2001 - WGA Award
  - Candidatura come Miglior sceneggiatura non originale a Steve Kloves
- 2001 - Art Directors Guild
  - Candidatura come Miglior scenografia a Jeannine Oppewall, Donald B. Woodruff e Gary Kosko
- 2001 - Dallas-Fort Worth Film Critics Association Awards
  - Candidatura come Miglior film
  - Candidatura come Miglior attore protagonista a Michael Douglas
- 2001 - Florida Film Critics Circle Awards
  - Miglior attrice non protagonista a Frances McDormand
- 2001 - L.A. Outfest
  - Miglior performance maschile a Robert Downey Jr.
- 2001- National Society of Film Critics Awards
  - Candidatura come Miglior attrice non protagonista a Frances McDormand
  - Candidatura come Miglior sceneggiatura a Steve Kloves
- 2001 - Online Film & Television Association
  - Miglior sceneggiatura non originale a Steve Kloves
  - Candidatura come Miglior attore protagonista a Michael Douglas
  - Candidatura come Miglior attore non protagonista a Tobey Maguire
  - Candidatura come Miglior cast
  - Candidatura come Miglior casting a Mali Finn
  - Candidatura come Miglior fotografia a Dante Spinotti
  - Candidatura come Miglior canzone originale (Things Have Changed) a Bob Dylan
- 2001 - Online Film Critics Society Awards
  - Candidatura come Miglior attore protagonista a Michael Douglas
  - Candidatura come Miglior performance d'insieme
  - Candidatura come Miglior sceneggiatura a Steve Kloves
- 2000 - Toronto Film Critics Association Awards
  - Miglior attore non protagonista a Tobey Maguire
- 2001 - USC Scripter Award
  - Miglior sceneggiatura a Michael Chabon e Steve Kloves